# Bankleitzahl
Die Bankleitzahl (BLZ) war in Deutschland und Österreich eine Kennziffer zur eindeutigen Identifizierung eines Kreditinstituts. Die Bankleitzahl bestand in Deutschland immer aus acht Ziffern, in Österreich aus fünf Ziffern. In der Schweiz und in Liechtenstein hatte die Bankclearing-Nummer (BC-Nummer) dieselbe Bedeutung. Die Bankleitzahl war bei vielen Geschäftsvorfällen im Zahlungsverkehr anzugeben (z. B. Überweisung).
Mit der Errichtung des Europäischen Zahlungsraumes (SEPA), der die nationalen Zahlungssysteme ab dem 1. Februar 2014 vollständig ersetzt hat, wurden die Bankleitzahlen in den beteiligten Staaten durch BIC (Business Identifier Code), auch SWIFT-Code genannt, ersetzt. Gleichzeitig wurden die Bankleitzahlen in einigen Staaten, so auch in Deutschland, zusammen mit der Kontonummer zum Bestandteil der Internationalen Bankkontonummer (IBAN).

## Deutschland
Die Bankleitzahl wurde in Deutschland 1970 eingeführt und ist in der Regel gleichzeitig die Kontonummer des Kreditinstitutes bei der Deutschen Bundesbank (bankleitzahlgebundenes Bundesbank-Girokonto). Bei diesen Girokonten weist die Ortsnummer im Regelfall auf die kontoführende Filiale der Deutschen Bundesbank hin. Die Bundesbank veröffentlicht Aktualisierungen des Verzeichnisses deutscher Banken im vierteljährlichen Zyklus sowie darüber hinaus auch die Bankleitzahlen-Dateistruktur.

### Aufbau
Die erste Stelle der Bankleitzahl bezeichnet grundsätzlich das Clearing-Gebiet, in dem das Kreditinstitut seinen Sitz hat:
| 1 | Berlin, Brandenburg, Mecklenburg-Vorpommern                                    | Clearing-Gebiete (1. Stelle) der deutschen Bankleitzahlen (BLZ) |
| 2 | Bremen, Hamburg, Niedersachsen, Schleswig-Holstein                             | Clearing-Gebiete (1. Stelle) der deutschen Bankleitzahlen (BLZ) |
| 3 | Nordrhein-Westfalen, Landesteil Rheinland (Regierungsbezirke Düsseldorf, Köln) | Clearing-Gebiete (1. Stelle) der deutschen Bankleitzahlen (BLZ) |
| 4 | Nordrhein-Westfalen, Landesteile Westfalen und Lippe                           | Clearing-Gebiete (1. Stelle) der deutschen Bankleitzahlen (BLZ) |
| 5 | Hessen, Rheinland-Pfalz, Saarland                                              | Clearing-Gebiete (1. Stelle) der deutschen Bankleitzahlen (BLZ) |
| 6 | Baden-Württemberg                                                              | Clearing-Gebiete (1. Stelle) der deutschen Bankleitzahlen (BLZ) |
| 7 | Bayern                                                                         | Clearing-Gebiete (1. Stelle) der deutschen Bankleitzahlen (BLZ) |
| 8 | Sachsen, Sachsen-Anhalt, Thüringen                                             | Clearing-Gebiete (1. Stelle) der deutschen Bankleitzahlen (BLZ) |

Die Stellen eins bis drei der Bankleitzahl bilden die Ortsnummer, die einen Bankplatz (Ort der Filiale der Deutschen Bundesbank) sowie den zugehörigen Bankbezirk (Bankplatz und das angrenzende Gebiet) kennzeichnet (früher LZB-Platz genannt).
- Bankplätze der Deutschen Bundesbank

Die vierte Stelle der Bankleitzahl bezeichnet das Netz (Bankengruppe):
| 0 | Deutsche-Bundesbank-Filialen |
| 1 | Kreditinstitute, soweit nicht in einer anderen Gruppe erfasst, und Niederlassung Postbank                                                            |
| 2 | Kreditinstitute, soweit nicht in einer anderen Gruppe erfasst (früher: Regional-, Lokal-, Spezial-, Haus- und Branchenbanken – z. B. Unicredit Bank) |
| 3 | Kreditinstitute, soweit nicht in einer anderen Gruppe erfasst (früher Privatbankiers – z. B. Consorsbank)                                            |
| 4 | Commerzbank und Tochterinstitute |
| 5 | Sparkassen und Landesbanken |
| 6 | Genossenschaftliche Zentralbanken und Raiffeisenbanken                                                                                               |
| 7 | Deutsche Bank und Tochterinstitute |
| 8 | Commerzbank, früher: Dresdner Bank und ihre Tochterinstitute                                                                                         |
| 9 | Volksbanken |

Die ersten vier Stellen einer neuen Bankleitzahl werden von der Deutschen Bundesbank festgelegt. Das Kreditinstitut legt die institutseigene Nummerierung (Stellen fünf bis acht der Bankleitzahl) – in Absprache mit der Deutschen Bundesbank – grundsätzlich selbst fest. Zusätzliche Bankleitzahlen für Kreditinstitute zur getrennten Abwicklung des Zahlungsverkehrs bestimmter Geschäftsfelder mit bedeutendem Zahlungsverkehr erhalten eine von der Bankleitzahl in den Stellen sieben und acht abweichende Nummerierung.

### Beispiel
640 901 00 (Volksbank Reutlingen e. G.):
- 640 = die Bank liegt im Bundesbank-Bereich Reutlingen
- 9 = es handelt sich um eine Volksbank
- 0100 = individuell

Die 01 – oftmals auch 00 – lässt darauf schließen, dass die Bank am selben Ort ihren Sitz hat wie die Filiale der Deutschen Bundesbank, welche für diesen zuständig ist. Wenn also die fünfte Stelle – von links gelesen – eine Null zeigt, ist (oder war, nachdem viele Bundesbank-Filialen geschlossen sind) die betreffende Bank an einem sogenannten „Bankplatz“ ansässig.

### Sonderregelungen
Für die Deutsche Postbank AG sind in den Stellen vier bis sechs ihrer Bankleitzahl stets die Ziffern „100“ vorgesehen, die für andere Kreditinstitute nicht vergeben werden. Die letzten beiden Stellen ihrer Bankleitzahlen entsprechen den ersten beiden Stellen der alten (!) Postleitzahlen der jeweiligen Niederlassungen (z. B. 46 für Dortmund oder 67 für Ludwigshafen).
Kreditgenossenschaften ohne bankleitzahlgebundenes Bundesbank-Girokonto führen in ihrer Bankleitzahl die gleiche Orts- und Bankengruppennummer wie die für sie zuständige genossenschaftliche Zentralbankniederlassung. Zur Unterscheidung ist in diesen Fällen als einheitliches Kennzeichen an der fünften Stelle die Ziffer neun reserviert. Diese Sonderregelung gilt jedoch nur in den Clearing-Gebieten zwei bis sieben.

### Wiedervereinigung
Nach der Wiedervereinigung wurden den in den fünf neuen Bundesländern ansässigen Kreditinstituten die Bankleitzahl nach einem modifizierten Schema zugeteilt. Grund hierfür war, dass in der DDR die Kontonummer schon eine Form der Bankleitzahl enthielt.
Die Systematik der Kontonummern war in der DDR einheitlich für alle Kreditinstitute definiert: xxxx-xx-xxxxxx (Beispiel 5121-10-123456): Die ersten drei Stellen definierten den Ort (z. B. 512 = Radebeul), die vierte Stelle das Kreditinstitut (z. B. 1 = Staatsbank der DDR), die fünfte Stelle kennzeichnete die Kontoart (z. B. 1 = Kontokorrentkonto), die sechste Stelle die Prüfziffer, die siebte bis zwölfte Stelle die eigentliche Kontonummer (ein- bis sechsstellig).
Beispiel: Eine Kontonummer der Form 4962–4x-xxxxxx sagte aus, dass das Girokonto bei der Kreissparkasse Bautzen (4962) geführt wurde.
Nach der Wiedervereinigung wurden nach dem oben beschriebenen Schema (Clearing-Gebiet, Bankengruppe) die Stellen 1–4 der bundesdeutschen BLZ gebildet, daran wurde die DDR-BLZ angehängt. Es entstand also beispielsweise für die Kreissparkasse Bautzen die BLZ 85054962, wurde jedoch in 855 500 00 geändert.

### Schreibweise
Die Bankleitzahl wird in zwei Dreierblöcken und einem Zweierblock (z. B. 390 601 90) geschrieben.

## Österreich
Die österreichischen Bankleitzahlen genannten Clearingnummern sind fünfstellig. Eine Ausnahme bildet die Republik selbst; die Zahlungsverkehrsstelle der Republik Österreich, deren Konten von der BAWAG P.S.K. verwaltet werden, erhielt mit der BLZ 1000 eine vierstellige Clearingnummer. Die Österreichische Nationalbank verfügt über diverse Bankleitzahlen mit lediglich drei Stellen. Auf der Internetseite der Oesterreichischen Nationalbank können die Bankleitzahlen im Kreditinstitutsverzeichnis gesucht werden.

### Schreibweise
Die Bankleitzahl wird meist mit einem vorangestellten BLZ und – anders als die IBAN – nicht gruppiert geschrieben.

## Andere Länder

### Frankreich
Die Clearingnummern sind zweiteilig. Sie bestehen aus einer fünfstelligen Institutsnummer, dem „Code Banque“, der vom Clearinghaus vergeben wird, und einer folgenden fünfstelligen Filialnummer, dem „Code Guichet“. Diese beiden Nummern sind gemeinsam mit der folgenden Kontonummer und der folgenden zweistelligen Prüfziffer „Code RIB“ Bestandteil der kompletten französischen Kontonummer.

### Italien
Die Clearingnummern sind zweiteilig. Sie bestehen aus einer fünfstelligen Institutsnummer, dem „Codice ABI“, der vom italienischen Bankenverband vergeben wird, und einer folgenden fünfstelligen Filialnummer „CAB“, dem Codice di Avviamento Bancario. Diese beiden Nummern sind gemeinsam mit dem einstelligen alphanumerischen Prüffeld „CIN“ und der folgenden Kontonummer Bestandteil der kompletten italienischen Kontonummer.

### Schweden
Die Clearingnummern sind in Schweden Bestandteil der Kontonummer, deren vorderen Teil sie bilden. Sie sind meist vierstellig, lediglich bei der Swedbank haben die Clearingnummern fünf Ziffern.

### Schweiz
Die Schweizer Clearingnummern heißen „BC-Nummern“ und sind bis zu fünf Ziffern lang. Sie werden im Auftrag der Schweizerischen Nationalbank durch die Firma SIX Interbank Clearing vergeben.

### Spanien
In Spanien ist die Bankleitzahl der erste Teil der Kontonummer. Die ersten 4 Ziffern bestimmen dabei die Bank, gefolgt von 4 Ziffern für die Filiale; diese 8 Ziffern entsprechen gemeinsam der Bankleitzahl. Die folgenden zwei Ziffern sind eine Prüfnummer und die letzten Zehn Ziffern die Kontonummer. Im IBAN Format werden zusätzlich die Buchstaben ES sowie zwei Prüfziffern vorne angestellt.

### Vereinigtes Königreich
Die Clearingnummern nennen sich „Sort Code“ und sind sechsstellig. Sie werden vom Bankenverband British Bankers’ Association vergeben und im Industry Sorting Code Directory veröffentlicht. Jede Filiale einer Bank erhält eine eigene Nummer. Das Layout entspricht dem Schema 00-00-00.

### Vereinigte Staaten
In den USA wird eine Routing Transit Number (kurz RTN oder ABA genannt) benutzt, die auf allen Überweisern genutzt wird. Die Clearing-Nummer besteht aus neun Ziffern im Format XXXXYYYYC. Die ersten vier Ziffern sind ein Clearingcode, der durch die Notenbank festgelegt wird, wobei die ersten zwei Ziffern eine feste Klassifikation der Transaktion festlegen. Die mittleren vier Ziffern bezeichnen das Kreditinstitut entsprechend den Festlegungen der American Bankers Association, wobei die ersten Ziffern die Metropole oder den Bundesstaat beschreiben – dabei werden mit 1 bis 49 den bevölkerungsreichen Großstädten eigene Nummern zugewiesen (1 = New York) und mit den Nummern 50 bis 99 die Bundesstaaten mit den verbliebenen Territorien (99 = Wyoming). Die letzte Ziffer ist eine Prüfziffer.

### Kanada
In Kanada wird die Clearing-Nummer kurz transit number genannt, in Abgrenzung zu den USA oft auch als Canadian transit number bezeichnet. Die Clearing-Nummer wird von der Canadian Payments Association vergeben und hat in der Papierform das Format XXXXX-YYY. Der erste Teil ist eine fünfstellige Filialnummer gefolgt von einer dreistelligen Banknummer. Der Bindestrich ist in der Papierversion integraler Bestandteil der Nummer. Für das elektronische Format wird das Layout umgedreht, der Bindestrich weggelassen und eine Null vorangestellt: 0YYYXXXXX.
Folgende generelle Regeln gelten:
Die erste Stelle der Banknummer beginnt für normale Banken mit 0, 2, 3 oder 6, bei Genossenschafts- und Volksbanken (Credit Union oder Caisse Populaire) mit der Ziffer 8 und bei den Trust Company mit 5.
Beispiele:
- XXXXX-001 Bank of Montreal
- XXXXX-002 Bank of Nova Scotia
- XXXXX-003 Royal Bank of Canada
- XXXXX-004 Toronto-Dominion Bank (operiert heute unter dem Logo TD Canada Trust)
- XXXXX-006 National Bank of Canada
- XXXXX-010 Canadian Imperial Bank of Commerce (inklusive President’s Choice Financial)
- XXXXX-016 HSBC Canada
- XXXXX-039 Laurentian Bank of Canada
- XXXXX-117 Government of Canada
- XXXXX-127 Canada Post (money orders)
- XXXXX-177 Bank of Canada (Zentralbank)
- XXXXX-219 ATB Financial
- XXXXX-260 Citibank Canada
- XXXXX-290 UBS Bank (Canada)
- XXXXX-308 Bank of China (Canada)
- XXXXX-309 Citizens Bank of Canada (Canada)
- XXXXX-326 President’s Choice Financial(no longer assigned)
- XXXXX-338 Canadian Tire Bank
- XXXXX-340 ICICI Bank Canada
- XXXXX-509 Canada Trust (prior to the merger of TD & Canada Trust)
- XXXXX-540 Manulife Bank
- XXXXX-614 ING Direct Canada
- XXXXX-809 Credit Union Central of British Columbia
- XXXXX-815 Caisses Desjardins du Québec
- XXXXX-819 Caisses populaires Desjardins du Manitoba
- XXXXX-828 Credit Union Central of Ontario
- XXXXX-829 Caisses populaires Desjardins de l'Ontario
- XXXXX-837 Meridian Credit Union (formerly Hepco)
- XXXXX-839 Credit Union Heritage (Nova Scotia)
- XXXXX-865 Caisses populaires Desjardins acadiennes
- XXXXX-879 Credit Union Central of Manitoba
- XXXXX-889 Credit Union Central of Saskatchewan
- XXXXX-899 Credit Union Central Alberta

Die letzte Ziffer der fünfstelligen Filialnummer zeigt bis auf wenige Ausnahmen die Provinz der Filiale an.
- 0 steht für British Columbia und Yukon
- 1 steht für das westliche Québec mit Montreal und Umgebung
- 2 steht für Ontario mit Toronto und Umgebung
- 3 steht für Nova Scotia, Prince Edward Island und Neufundland ohne Labrador
- 4 steht für New Brunswick
- 5 steht für das östliche Québec und Labrador
- 6 steht für das östliche Ontario mit Ottawa und Umgebung
- 7 steht für Manitoba und Nordwest-Ontario
- 8 steht für Saskatchewan
- 9 steht für Alberta, die Northwest Territories und Nunavut

### Australien
Australien nutzt ein Präfix der Kontonummern als Clearingmerkmal, der aus sechs Ziffern besteht. Dieser Bank State Branch im Format XXX-XXX beschreibt in den ersten zwei oder drei Ziffern das Kreditinstitut und in den folgenden drei Ziffern die Filialnummer. Ursprünglich wurden nur die ersten zwei Ziffern für das Kreditinstitut benutzt und die dritte Ziffer beschrieb den Bundesstaat.

### Neuseeland
Neuseeland benutzt ein ähnliches Format wie Australien, allerdings mit nur vier Ziffern für das BSB-Präfix.

## IBAN und BIC
Im Zuge der Internationalisierung wurde die Bankleitzahl mit der Kontonummer zur Internationalen Bankkontonummer (IBAN) zusammengefasst. Diese muss z. B. für die EU-Überweisung gemeinsam mit der SWIFT-Adresse (auch BIC bzw. Business Identifier Code) angegeben werden. Die Angabe der BIC entfiel im nationalen Zahlungsverkehr zum 1. Februar 2014, bei Auslandsüberweisungen zum 1. Februar 2016.
In einer deutschen IBAN ist die Bankleitzahl hinter den ersten vier Zeichen („DE“ und Prüfziffern) enthalten, bei einer österreichischen IBAN entsprechend „AT“ und Prüfziffern und bei einer Schweizer IBAN „CH“ und Prüfziffern.
Die deutschen Bankleitzahlen werden in der Bankleitzahlendatei der Bundesbank auf die BICs der deutschen Kreditinstitute abgebildet, allerdings kann es zu einem BIC mehrere Bankleitzahlen (siehe z. B. BIC „SCFBDE33XXX“) und zu einer Bankleitzahl mehrere BIC (siehe z. B. BLZ „87070000“) geben. Für den Zahlungsverkehr relevant sind jedoch nur die Datensätze mit Merkmal „1“ im Feld 2; bei diesen ist die Bankleitzahl immer eindeutig.